# 대한민국 민법 제685조
대한민국 민법 제685조는 수임인의 금전소비의 책임에 대한 민법 채권법 조문이다.

## 조문
제685조(수임인의 금전소비의 책임) 수임인이 위임인에게 인도할 금전 또는 위임인의 이익을 위하여 사용할 금전을 자기를 위하여 소비한 때에는 소비한 날 이후의 이자를 지급하여야 하며 그 외의 손해가 있으면 배상하여야 한다.

## 판례
- 일반적으로 위임계약이 해지된 경우 수임인이 민법 제684조에 따라 반환하여야 할 재산에는 위임사무의 처리로 인하여 취득·보유한 금전도 당연히 포함된다 할 것이고, 이 경우 위임인에게 반환할 금원의 범위를 산정하는 기준시점은 특별한 사정이 없는 한 위임계약 종료 시로 보아야 할 것이다(종료 이전에 수임인이 위임인에게 인도할 금전을 자기를 위하여 사용하거나 다른 용도로 소비하였다면 그에 따른 부당이득반환 내지 손해배상책임이 발생하고 그 책임에 관한 특칙으로 민법 제685조가 규정되어 있다).[1]

## 참고 문헌
- 오현수, 일본민법, 진원사, 2014. ISBN 978-89-6346-345-2
- 오세경, 대법전, 법전출판사, 2014 ISBN 978-89-262-1027-7
- 이준현, LOGOS 민법 조문판례집, 미래가치, 2015. ISBN 979-1-155-02086-9

## 같이 보기
- 위임